# Barra do Chapéu
Barra do Chapéu é um município brasileiro do estado de São Paulo, na região do Vale do Ribeira. Sua população estimada em 2024 era de 5.256 habitantes.

## Topônimo
A origem de seu nome se deve à localização, pois fica na junção (barra) de dois rios com o Sítio Chapéu, daí Barra do Chapéu.

## História
Inicialmente um sítio, conhecido como Barra, a origem da cidade data 1883. Na ocasião, o mineiro chamado Benedito Rodrigues de Lima pegou do Império por arrematação, vinte e um alqueires e três quartos de terra.
Os mais antigos contam que uma senhora muda e surda, recebeu a visita de uma outra senhora, que lhe pediu que fosse erigida uma igreja ao pé de uma gabirobeira e que dedicasse a Nossa Senhora da Guia. Esta senhora foi então até a Fazenda do Chapéu e, com gestos, pediu ao fazendeiro Roberto Rufino Duarte, auxílio para a construção desta igreja.
Foi assim, adquirido do Sr. Benedito Rodrigues de Lima, as terras que foram doadas, e onde hoje está edificada a Igreja da Nossa Senhora da Guia de Barra do Chapéu, padroeira da cidade, cuja comemoração acontece no dia oito de setembro. A cidade foi se constituindo em torno desta igreja.
O Município de Barra do Chapéu emancipou-se de Apiaí, no dia quatorze de maio de mil novecentos e noventa e um.

## Geografia
Localiza-se a uma latitude 24º28'23" sul e a uma longitude 49º01'28" oeste, estando a uma altitude de 784 metros. Possui uma área de 407,2 km².

### Hidrografia
- Rio Catas Altas
- Ribeirão do Chapéu

### Rodovias
- SP-249
- SP-250

## Demografia

### População
| Crescimento populacional                             | Crescimento populacional | Crescimento populacional | Crescimento populacional |
| Ano                                                  | População Total          |                          | %±                       |
| ---------------------------------------------------- | ------------------------ | ------------------------ | ------------------------ |
| 2000                                                 | 4 846                    |                          | —                        |
| 2010                                                 | 5 244                    |                          | 8,2%                     |
| 2022                                                 | 5 179                    |                          | −1,2%                    |
| Est. 2024                                            | 5 256                    | [ 6 ]                    | 1,5%                     |
| Fontes: Censos Demográficos IBGE e Estimativas SEADE |                          |                          |                          |

### Dados demográficos
Dados do Censo - 2010
População Total: 5.244
- Urbana: 1.784
- Rural: 3.398
- Homens: 2.724
- Mulheres: 2.536

Densidade demográfica (hab./km²): 13,90
Mortalidade infantil até 1 ano (por mil): 42,35
Expectativa de vida (anos): 63,00
Taxa de fecundidade (filhos por mulher): 3,0
Taxa de Alfabetização: 83,72%
Índice de Desenvolvimento Humano (IDH-M): 0,657
- IDH-M Renda: 0,555
- IDH-M Longevidade: 0,600
- IDH-M Educação: 0,784

(Fonte: IPEADATA)

## Infraestrutura

### Comunicações
Em 1992, um ano após a emancipação, a cidade ainda tinha apenas uma linha telefônica, do tipo "vilafone", que atendia a todos os habitantes da época. Por fim o sistema de telefones automáticos, assim como o sistema de discagem direta à distância (DDD) com o código de área (0155), foram implantados pela Telecomunicações de São Paulo (TELESP).
Ainda na década de 90 o código DDD da cidade foi alterado para (015), para padronização do sistema telefônico com a telefonia celular que estava sendo implantada em todo o estado.

## Cultura e lazer

### Eventos
A cidade também possui eventos durante todo o ano: a festa do Divino, a festa do Peão, a festa de Nossa Senhora da Guia, a festa da Amora e a tradicional Virada do ano.

### Feriados
Além dos feriados nacionais previstos em lei, a cidade tem feriados próprios: Sexta-feira Santa e Corpus Christi (móveis), 8 de Setembro, dia de Nossa Senhora da Guia e o aniversário da cidade, dia 19 de Maio

## Religião
O Cristianismo se faz presente na cidade da seguinte forma:

### Igreja Católica
- A igreja faz parte da Diocese de Itapeva.[15]

### Igrejas Evangélicas
- Assembleia de Deus Ministério do Belém.[16][17]
- Congregação Cristã no Brasil.[18]